# Muzyka psychodelicznej świtezianki
Muzyka psychodelicznej Świtezianki – EP grupy muzycznej Żywiołak, wydany w 2007 roku przez agencję koncertowo-wydawniczą Karrot Kommando.

## Lista utworów
1. Psychoteka (5:10)
2. Oko dybuka (5:32)
3. Świdryga i Midryga (3:36)
4. Pogaństwo (4:58)
5. Psychoteka – wersja radiowa (4:03)

Teksty Psychoteki oraz Świdrygi i Midrygi powstały na podstawie wierszy Bolesława Leśmiana, a Pogaństwa na podstawie wierszy Jana Kochanowskiego. Autorem tekstu Dybuka jest Robert Wasilewski, członek zespołu.

## Twórcy
- Robert Jaworski – śpiew, lira korbowa, fidel renesansowa, altówka, lutnia, gitara elektryczna, drumla
- Izabela Byra – śpiew, shekere
- Robert Wasilewski – gitara basowa, śpiew, lutnia, gitara elektryczna
- Anna Piotrowska – śpiew, djembe
- Maciej Łabudzki – instrumenty perkusyjne, czynel, baraban